# 独立协会
独立协会是早期韩国独立运动政治家徐载弼于1896年7月2日成立的一个社会团体，宣扬西方民主思想以及民族独立。其早期活动主要是对民众的思想启蒙教育，后发展成为外争主权、内护民权的政治运动。由于其主张的西方民主思想与朝鲜守旧统治阶级之间的矛盾，以及其民族独立主张与外部列强之间的利益冲突，独立协会最终于1898年12月25日被取缔。

## 成立初期

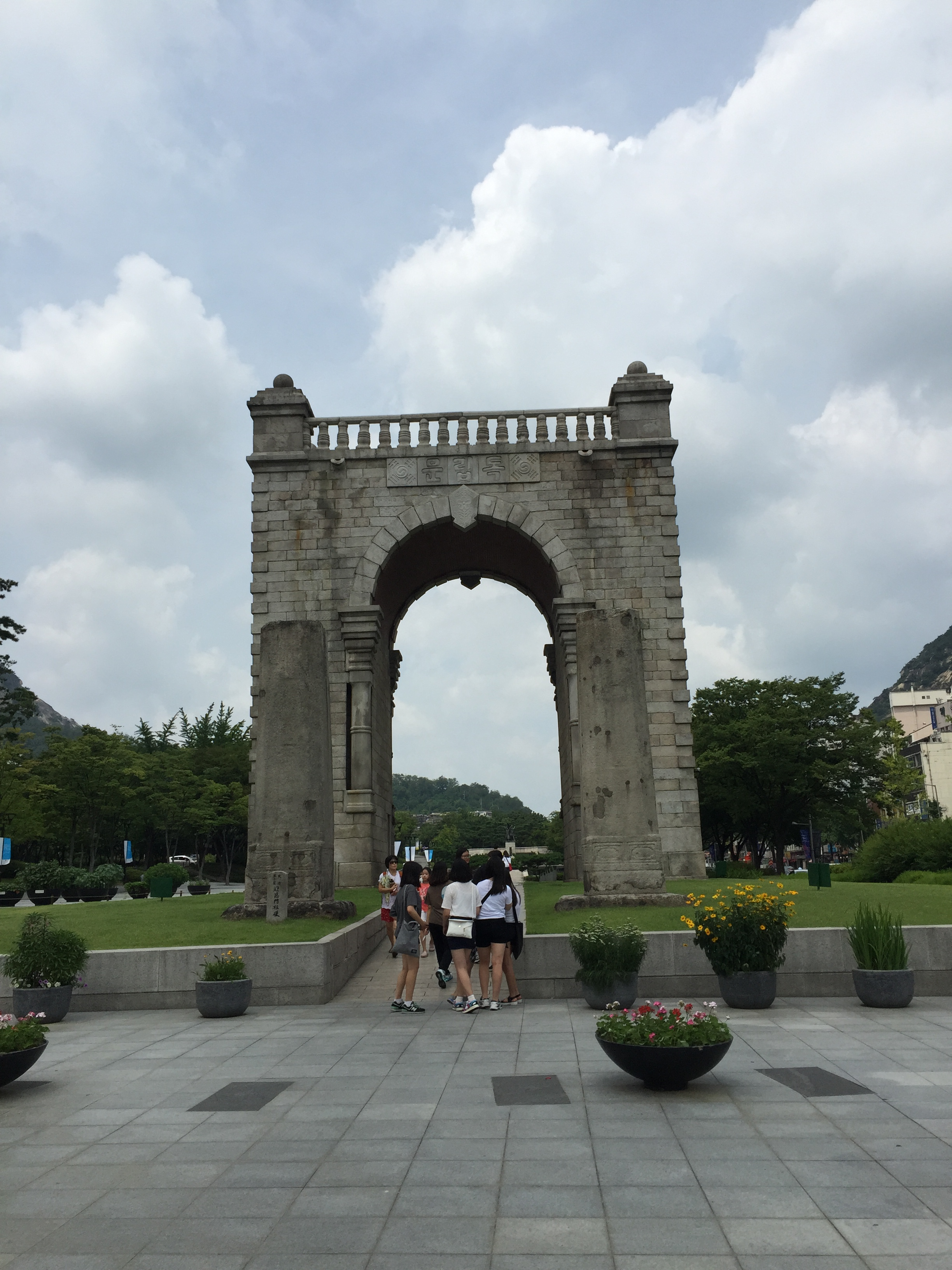
独立协会建立的象征朝鲜独立的独立门

甲午更张期间，朝鲜政府赦免了徐载弼等人甲申政变的反叛罪行。此后，徐载弼于1896年1月回到朝鲜，并被聘为中枢院顾问。同年4月7日，徐载弼为开展思想启蒙教育，创办了朝鲜历史上的首份韩文民营报纸《独立新闻》，以传播西方民主政治思想，宣扬民族独立。此外，他还定期在培材学堂讲学。同年7月2日，他以“建阳协会”和亲西方官员的“贞洞俱乐部”等组织为基础在中枢院成立“独立协会”。
独立协会起初类似于一个知识分子沙龙。首批成员由安駉寿、李完用、李承晚、尹致昊等30余名政府和民间要人构成。会长是安駉寿，委员长是李完用。徐载弼由于已入美国籍，并非独立协会会员，不过作为发起人却实际领导独立协会。独立协会早期主要是宣扬摆脱朝鲜原有的中华思想。其成立之初的主要活动是通过募集资金将朝鲜原用来迎接中国使节的迎恩门修建成象征朝鲜独立的独立门，并将旁边的慕华馆改建成独立协会的办公室“独立馆”。1897年11月20日，独立门工程正式竣工。

## 启蒙运动
为开展民主、独立思想启蒙教育，独立协会从1897年8月29开始每周日下午召集民众在独立馆举行讨论会。讨论会采纳的是西方议会式的模式，四名主讲人对事先选定好的专题进行演说和辩论，讨论会的参与者不分社会地位的高地，自由、平等地参与讨论发表见解，最后投票表决。讨论会的专题涉及政治经济、思想文化、国际形势、社会风俗等各个方面。截止到1898年2月20日，独立协会一共先后举办了21次专题讨论会。

## 政治运动
1897年8月，高宗改元光武后，独立协会的批判矛头开始从中国转向到日、俄，其主要活动也从思想启蒙转向外争主权、内护民权的政治运动。1898年2月20日，独立协会以安駉寿会长的名义上疏高宗，抵制沙俄的渗透，要求政府维护国家主权。大韩帝国政府后以“全国公议物论”和“众情实为不协”为由拒绝了沙俄对绝影岛的租借要求。沙俄后被迫撤走财政顾问和军事教官，并关闭了韩俄道胜银行。同年7月17日，李完用因卖国罪行被独立协会开除。8月28日尹致昊和李商在分别当选会长和副会长，主张政治改革的少壮派开始完全掌控独立协会。

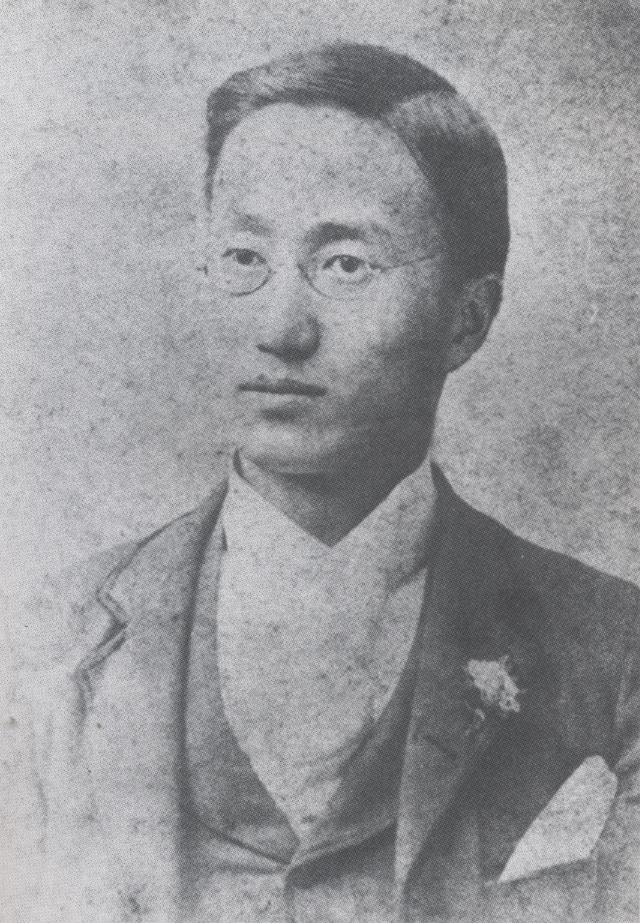
独立协会后期领袖尹致昊

独立协会最主要的政治运动是在韩国推行西方议会制度。1898年7月，独立协会先后两次上疏高宗要求设立议会，但都遭到了高宗的回绝。10月7日，独立协会组织万余人上疏，要求弹劾申箕善、沈舜泽等7名守旧派政府大臣。迫于压力，高宗免去了这7位大臣的职务，任命了朴定阳、闵泳焕等开化大臣。独立协会随后向朴定阳政府提出了禁收苛捐杂税和将中枢院改组为议会的改革方案。但高宗仍然反对设立议会。朴定阳、闵泳焕等新上任大臣一度被迫辞职，后由于独立协会的施压，又被高宗重新起用。10月29日，独立协会在汉城市钟路组织万民共同会。朴定阳等政府大臣应邀参加了此次万民共同会。大会通过“献议六条”。高宗随后颁布了 “诏敕五条” ，以示对“献议六条”的认可，并于11月2日宣布采纳独立协会的建议，改组中枢院官制，议官数量設民选25席和官选25席，各占一半，尹致昊成為中樞院副議長。

## 灭亡
独立协会原本定于1898年11月5日举行中枢院议官的民选投票。但由于顽固派污蔑独立协会准备推翻君主制建立共和制，中枢院议官的民选投票没有如期举行。独立协会几经波折最终于同年12月25日被高宗取缔。